# Thuluth

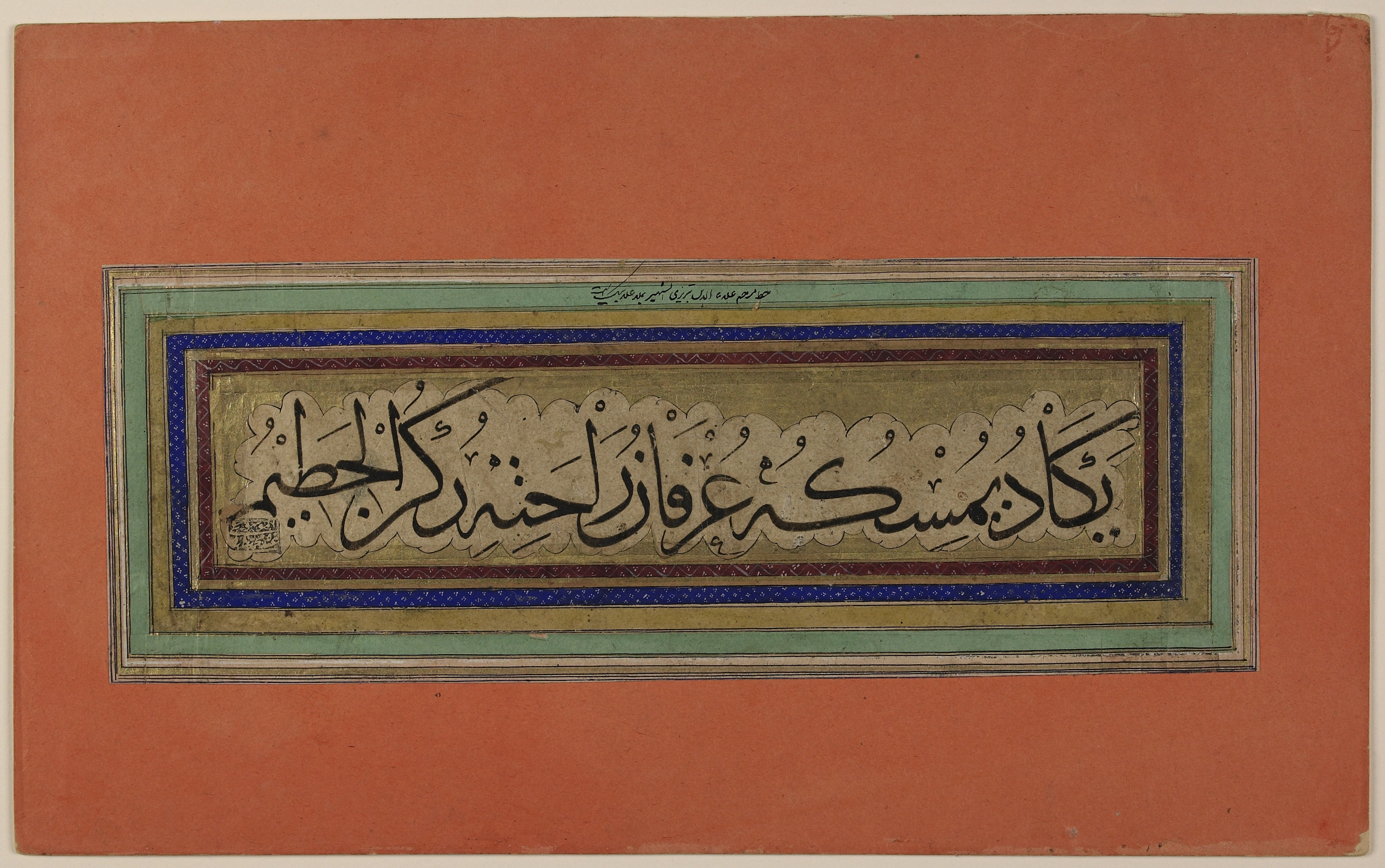
Simples salah (prece) do Islamismo escrita com Thuluth “o apego a Deus (Alá) traz o conhecimento de Seu conforto”

Bandeira da Arábia Saudita com escrita em Thuluth

Thuluth (em persa: ثلث solos, Turco: Sülüs, from em árabe: ثلث ṯuluṯ "um terço") é um variante da  Caligrafia islâmica criada pelo persa Ibn Muqlah Shiraz, que apareceu pela primeira vez no século XI da cronologia ocidental (século IV da cronologia da Hégira). As formas retilíneas e ortogonais da escrita  cúfica foram substituídas na nova escrita por linhas curvas e oblíquas. Em Thuluth, um terço de cada letra se inclina, se curva, daí veio o nome thuluth (um terço em língua árabe). Trata-se de uma escrita elegante, de porte maior, usada na época medieval em motivos decorativos de Mesquitas. Dessa caligrafia se derivaram outras com pequenas variações de forma.
A Shahada لا إله إلا الله محمد رسول الله, profissão de fé do Islamismo se apresenta sobre a bandeira da Arábia Saudita — transliteração lā ’ilāha ’illa-llāh muḥammadun rasūlu-llāh — "Não há outro deus além de Alá e Maomé é o seu profeta.

## História

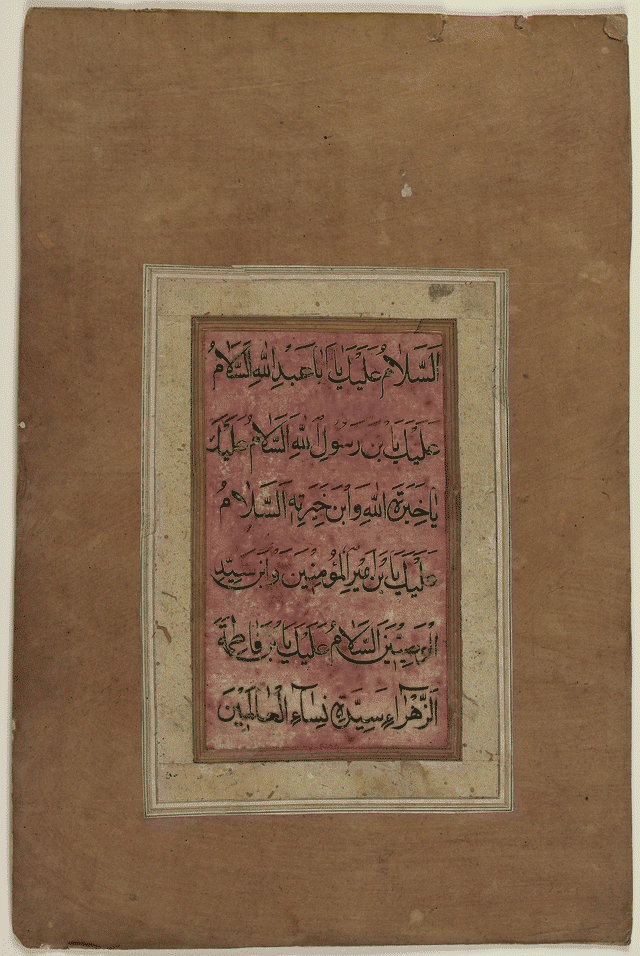
Fragmentos de bênçãos Shias (al-salam 'alayka) em árabe, dirigidas a Husayn, neto do profeta Maomé, via seu genro Ali. Ele é citado por seus vários nomes e epítetos, tais como o "servo de Deus" (abd Allah), "filho do Profeta" (ibn rasul), "bondade de Deus" (khayrat Allah), "filho do Líder do pleno de Fé" (ibne miralmuminim) e “filho de Fátima, a radiante" (ibn Fatimah al-zahra'). Escrita Thuluth indiana

Nome de Muhammed com a frase Salat em Thuluth

As grandes contribuições para evolução da escrita Thuluth ocorreram em três diferentes períodos da História da arte Otomana chamadas de  "Revoluções Caligráficas": 
- A primeira  "revolução" ocorreu  no século XV e foi iniciada pelo mestre de caligrafia Şeyh Hamdullah,[1] [2]
- A segunda "revolução" ocorreu  por obra  do calígrafo otomano Hâfız Osman no século XVII,[3][4]
- Finalmente, veio a terceira "revolução" feita por Mehmed Şevkî Efendi ao final do século XIX, a qual foi responsável pela forma atual dessa caligrafia. [5][6][7]

## Artistas
O mais conhecido artista que escreveu na forma Thuluth em seu auge foi Mustafa Râkim, um pintor que estabeleceu um padrão na ortografia otomana e que especialistas consideram o melhor de todos os tempos.

## Uso
Thuluth foi usada para escrever os títulos das sura e capítulos do Alcorão. Algumas cópias do Alcorão foram escritas totalmente em thuluth. Versões mais recentes foram sendo escritas com combinações da thuluth com Naskhi ou Muhakkak. Depois do século XV a Naskhi se tornou exclusiva. As fontes que se apresentam sobre a bandeira da Arábia Saudita formando a Shahada al Tawhid' são Thuluth.

## Estilo
Um significativo aspecto da thuluth é o uso do Harakat ("Hareke" em língua turca para representar sons vogais e outras marcas criadas para tornar a escrita mais bela. O Harakat gramatical segue as regras normais de qualquer escrita arábica, mas as marcas de arte seguem suas próprias regras em relação a posições e agrupamentos. Uma técnica comum de agrupamento é aquela de separar as marcas que ficam sob a letra daquelas que são escritas acima. As regras de estilo permitem uma grande criatividade em formas e orientações. 

## Escritas derivadas
Desde sua criação, a thuluth deu origem a uma variedade de escritas usadas na caligrafia islâmica e permitiu muitas modificações durante seu curso evolutivo. A thuluth Jeli foi desenvolvida para uso em grandes painéis como os de túmulos. A Muhakkak foi desenvolvida pelo alargamento das dimensões horizontais das letras thuluth. A Naskh também veio da thuluth via modificações que reduziram o tamanho das letras e as tornaram mais delicadas. A Tafki é uma versão modificada e de letras reduzidas.
A escrita Ruq'ah foi provavelmente derivada de uma mescla dos estilos Thuluth e Naskh, este último também derivado do thuluth.